# 10:30 P.M. Summer
10:30 P.M. Summer és una pel·lícula dramàtica nord-americana de 1966 dirigida per Jules Dassin i protagonitzada per Melina Merkuri i Romy Schneider. Està basat en la novel·la Dix Heures et demie du soir en été de Marguerite Duras.

## Argument
Maria i Paul, una parella d'uns quaranta anys, i la seva filla petita viatgen per Espanya amb la Claire, una dona més jove.
De camí cap a Madrid, s'aturen en un poble petit i s'assabenten que un home local que ha matat la seva dona i el seu amant està solt per la zona. Hi ha una gran tempesta i el grup no té més remei que allotjar-se a l'únic hotel de la ciutat, que està atapeït amb altres viatgers en la mateixa situació. La Maria, una alcohòlica que viu la seva vida en un estat de somni, sembla estar animant subtilment el seu marit a tenir una relació sexual amb Claire.
Mentre la tempesta encaraes forta, la Maria beu una ampolla d'alcohol fora i veu en Paul i la Claire besant-se en un balcó. Aleshores descobreix el fugitiu amagat en un terrat i vol ajudar-lo a escapar. Ella condueix l'home a un lloc del desert on es pot amagar.
L'endemà, la Maria explica a Paul i Claire sobre l'home, però quan el busquen al desert, Paul descobreix el seu cadàver; l'home s'ha suïcidat. La Maria, el Paul i la Claire decideixen callar i viatjar a Madrid tal com estava previst.
A Madrid, la Maria diu a Paul i Claire que esperava afegir el fugitiu al seu grup estrany com a "quart jugador" del joc, però que el seu veritable desig és dormir amb Paul una vegada més. La Maria beu inconscientment i s'imagina en Paul i la Claire fent l'amor. L'endemà, li explica a Paul el seu somni i sembla que l'emociona. Comencen a fer l'amor, però ella l'atura i li diu que ja no l'estima. Paul diu que no la creu.
El trio va a un club per veure ballarins de flamenc. Maria, borratxa i gaudint, s'escapa durant l'actuació i desapareix a la ciutat. Paul i Claire la busquen en va.

## Repartiment
- Melina Mercouri com a Maria
- Romy Schneider com a Claire
- Peter Finch com a Paul
- Julián Mateos com a Rodrigo Paestra
- Isabel María Pérez com a Judith
- Beatriz Savón com l'esposa de Rodrigo

## Recepció
En una ressenya contemporània de The New York Times, el crític Bosley Crowther va escriure: "És evident que el que Jules Dassin estava intentant fer en aquesta pel·lícula... era donar una il·lustració estranya d'un l'estat d'ànim morbós de la dona quan es veu atrapada per la constatació de l'evanescència de l'amor. En aquest sentit, ha omplert la imatge de moltes estranyeses: pluja fulminant, llums intermitents, ballarines de flamenc, cossos que es retorcen nus. Però aquesta mena de cosa, i l'actuació, està tan empapada i mancada d'un sentit humà genuí com un signe elèctric mullat per la pluja. És una extravagancia estrictament mecànica fer un espectacle passat de moda, i brilla sense calor ni sentit a través de la pluja esquitxada i la beguda"